# Karmapa

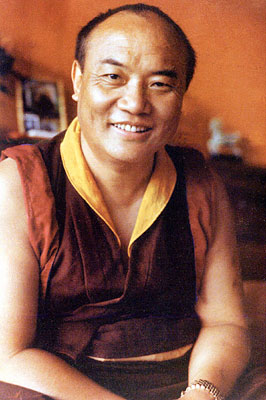
Le 16e karmapa

Drapeau du karmapa

Karmapa (tibétain : ཀརྨ་པ་, Wylie : karma pa) est un mot tibétain venant du sanskrit signifiant « celui qui accomplit l'activité des bouddhas » et le titre du chef de l'école karma-kagyu du Tibet, issue de la lignée kagyüpa, l'une des quatre traditions majeures du bouddhisme tibétain. Il est parfois surnommé le lama à la coiffe noire. C'est aussi une lignée de réincarnations d'un maître spirituel, la première à avoir vu le jour, le premier karmapa étant né en l'an 1110. Parfois appelé chef de l'école du chapeau noir du bouddhisme tibétain, il est une importante personnalité religieuse tibétaine, comme le dalaï-lama.

## Historique

### Origine de la lignée
Appartenant à une tradition de transmission plus large, la lignée des karmapas remonte au 1er karmapa, Düsum Khyenpa (1110-1193), fils spirituel du grand maître tibétain Gampopa. La source de la lignée de transmission orale du mahamudra remonte traditionnellement au Bouddha Vajradhara et fut transmise par une chaîne ininterrompue de maîtres à disciples. La lignée débute par deux maîtres indiens, Tilopa (989-1069) et Naropa (1016-1100), suivis de maîtres tibétains : Marpa le traducteur et Milarépa. Ces précurseurs de la lignée Kagyu et la branche Karma-kagyu sont collectivement appelés le rosaire d'or.
Düsum Khyenpa a atteint l'illumination à l'âge de 50 ans, en pratiquant le yoga du rêve. Il est donc considéré comme le 1er karmapa, une manifestation d'Avalokitesvara (Chenrezig), dont la venue fut prédite dans le Samadhiraja Sutra (en) et le Lankāvatāra sūtra.
Le 2e karmapa, Karma Pakshi (1204-1283), fut la première personne reconnue en tant que tulkou ou lama réincarné. Le 1er karmapa est le premier lama tibétain à avoir introduit cet aspect important du bouddhisme tibétain. Les karmapas laissent généralement une lettre comportant des prédictions pour aider les recherches de leurs tulkous.

### Le grand campement des karmapas

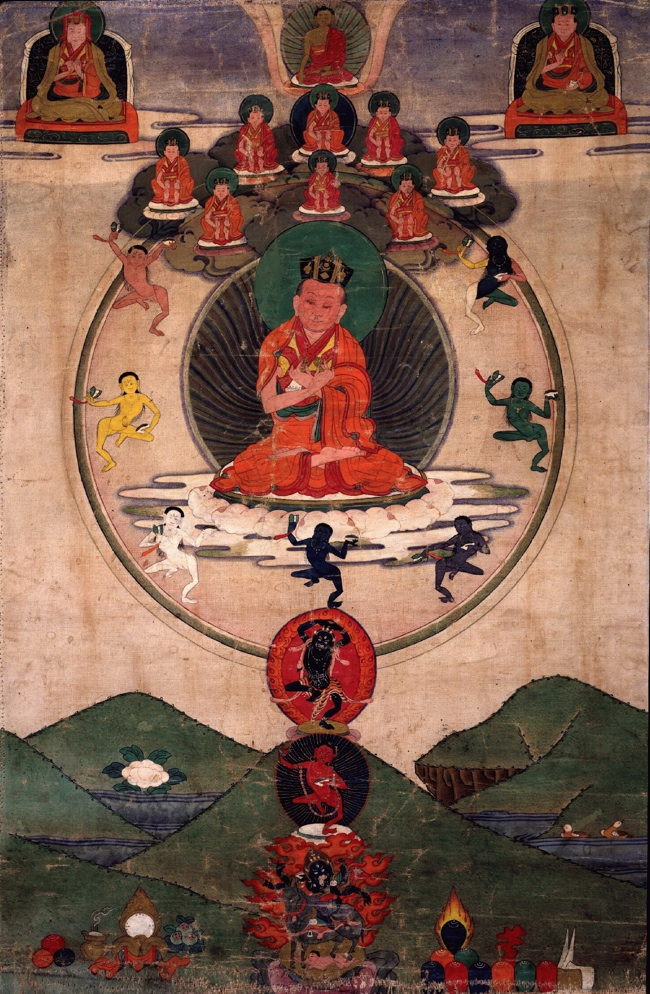
Thangka représentant le 8e karmapa, dans le style Karma Gardri, XIXe siècle, Rubin Museum of Art

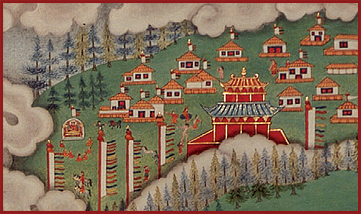
Le grand campement représenté par le 8e karmapa

Le grand campement des karmapas (Karmé Garchèn), qui fut instauré par le 4e karmapa et détruit par les forces mongoles sous le 10e karmapa, permit aux karmapas successifs de se déplacer, accompagnés d'une importante communauté itinérante. Le grand campement des karmapas visait à proposer l'enseignement du dharma dans les lieux les plus réceptifs. Institution culturelle, elle comprenait à son apogée un institut d'étude philosophique (shédra), un collège tantrique et 500 retraitants itinérants. Un grand nombre de traités philosophiques et de manuels de méditations furent écrit par les karmapas dans le grand campement. Dans ce campement fut célébré le Kagyu Mönlam Chenmo à partir du 7e karmapa, qui fonda le Kagyu Mönlam. Tout au long de son existence, le grand campement des karmapas fut complètement végétarien. Le campement comprenait des ateliers mobiles pour les artistes et offrit un terrain favorable à la création artistique. Une des 3 écoles principales de peinture tibétaine, le style du campement du karmapa, Karma Gardri (tibétain : ཀརྨ་སྒར་བྲིས་, Wylie : karma sgar bris), y vit le jour. Fondé par le 4e karmapa, il atteignit son apogée sous le 7e karmapa. Il fut réduit pour faciliter la gestion par le 8e. Sous le 10e, il fut attaqué par les forces mongoles (en guerre contre le roi des Tsang) et ses occupants furent assassinés, mais le 10e karmapa parvint à s'enfuir. Après la destruction du grand campement, les karmapas résidèrent principalement au monastère de Tsourphou.

### Fin annoncée de la lignée
Un terma de Guru Rinpoché, Vision de Chogyur Dechen Lingpa, déclare qu'il y aurait en tout 21 karmapa.
Selon la tradition bouddhiste, notre ère cosmique verra la manifestation de 1 000 bouddhas. Le Bouddha Shakyamouni en fut le 4e, tandis que le Bouddha Maitreya en sera le 5e. Le 21e karmapa est, dit-on, destiné à être le 6e bouddha. L'un des régents du karmapa, Taï Sitou Rinpoché, est considéré comme une émanation de Maitreya.
Cela pourrait aussi correspondre avec la fin du monde.

## La coiffe noire
Les karmapas sont les détenteurs de la coiffe noire (tibétain cod-pan) et sont ainsi parfois connus comme les lamas au « chapeau noir » (tibétain zhwa-nag). Cette coiffe, rangjung chopen (la coiffe apparue d'elle-même), aurait été tissée par les dakinis à partir de leurs chevelures et offerte au karmapa en reconnaissance de sa réalisation spirituelle. On dit que la seule vue de cette coiffe peut éveiller le plus profond potentiel de l'esprit et même apporter l'illumination. La coiffe physique portée par les karmapas fut offerte au 5e karmapa par l'empereur chinois Yongle comme une représentation matérielle de la coiffe spirituelle. Elle est actuellement conservée à Rumtek au Sikkim, qui était la dernière demeure du 16e karmapa.

## Mantra du karmapa

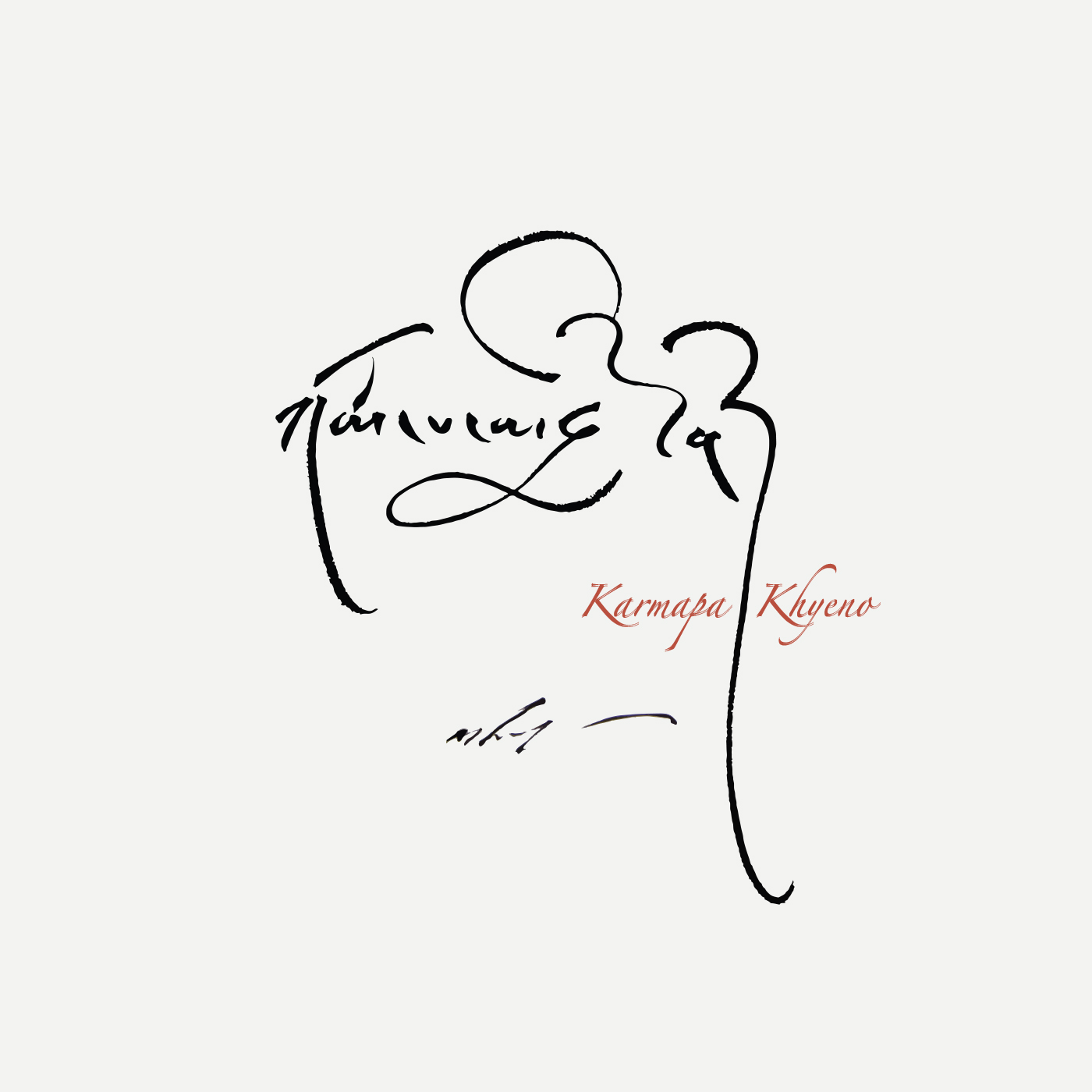
Karmapa khyènno calligraphié par le 17e karmapa Orgyen Trinley Dorje sur un album de Kesang Marstrand.

Karmapa tchènno (tibétain : ཀརྨ་པ་མཁྱེན་ནོ།, Wylie : karma pa mkhyen no, THL : Karmapa khyènno) est le mantra du karmapa, introduit initialement par le 8e karmapa, Mikyö Dorje, dans le contexte d'un enseignement à propos de la tradition de l'« Appel du Lama au loin ».

## Liste des karmapas
1. Düsum Khyenpa (1110 - 1193)
2. Karma Pakshi (1204 - 1283)
3. Rangjung Dorje (1284 - 1339)
4. Rolpe Dorje (1340 - 1383)
5. Deshin Shekpa (1384 - 1415)
6. Thongwa Dönden (1416 - 1453)
7. Chödrak Gyatso (1454 - 1506)
8. Mikyö Dorje (1507 - 1554)
9. Wangchuk Dorje (1556 - 1603)
10. Chöying Dorje (1604 - 1674)
11. Yeshe Dorje (1676 - 1702)
12. Changchub Dorje (1703 - 1732)
13. Dudul Dorje (1733 - 1797)
14. Thekchok Dorje (1798 - 1868)
15. Khakyab Dorje (1871 - 1922)
16. Rangjung Rigpe Dorje (1924 - 1981)
17. Orgyen Trinley Dorje (1985 - ) et/ou Trinley Thaye Dorje (1983-) (voir la page à propos de la controverse les touchant)

## Controverse sur l'identité du karmapa actuel

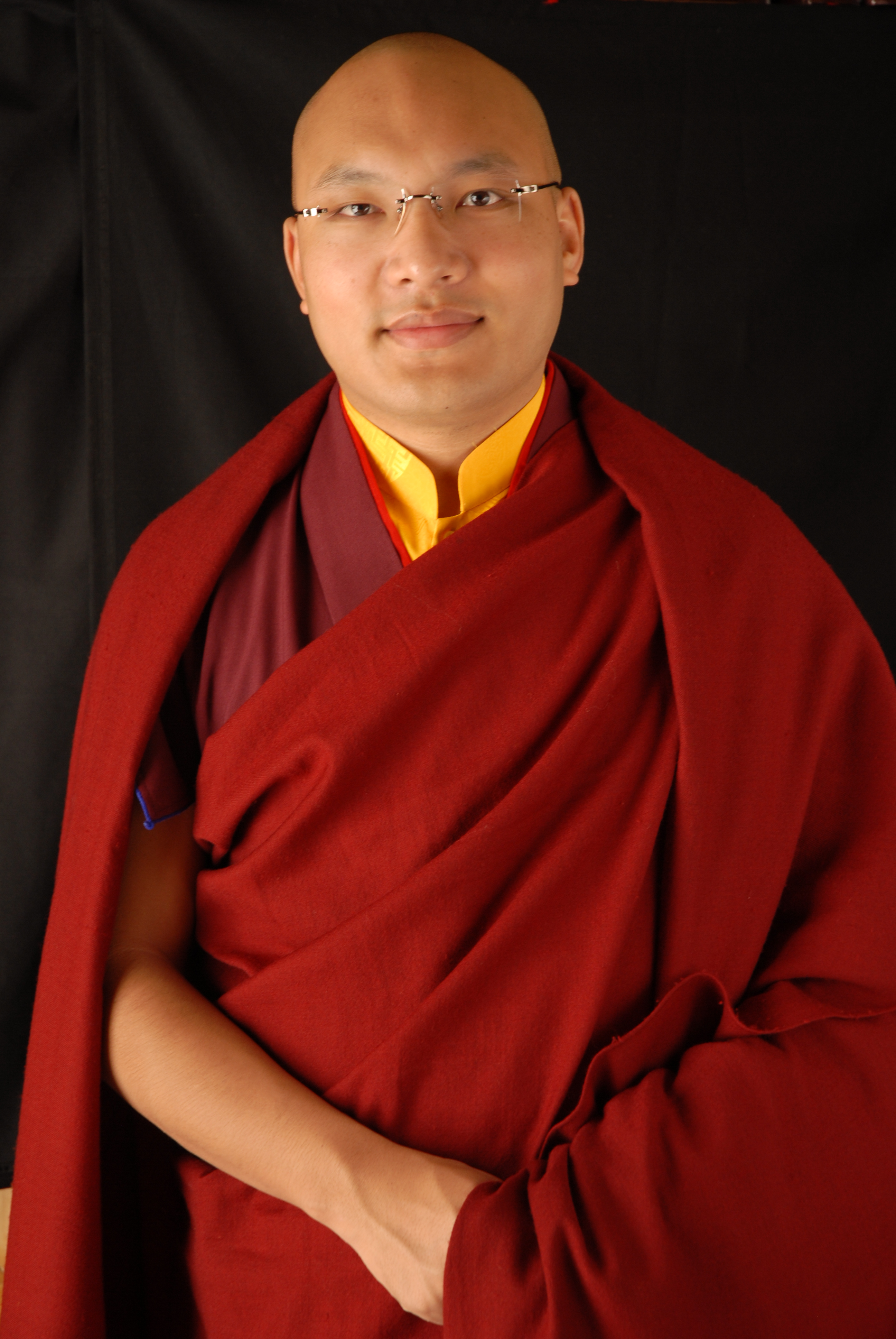
Orgyen Trinley Dorje
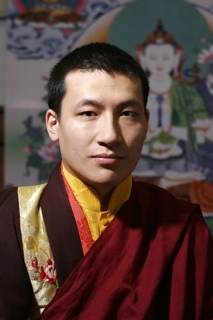
Trinley Thaye Dorje